# Zelotes electus
Zelotes electus este o specie de păianjeni din genul Zelotes, familia Gnaphosidae. A fost descrisă pentru prima dată de C. L. Koch, 1839. Conform Catalogue of Life specia Zelotes electus nu are subspecii cunoscute.